# Ospedaletti
Ospedaletti (Spiareti, Ospiæti o Spiarêti in ligure) è un comune italiano di 3 189 abitanti della provincia di Imperia in Liguria.

## Geografia fisica

### Territorio
Adagiata in un anfiteatro naturale, tra Capo Nero e Capo Sant'Ampelio, la parte più antica di Ospedaletti si è sviluppata lungo la fascia costiera mentre quella più moderna alle pendici sovrastanti l'insenatura. Sul territorio insistono estese coltivazioni di piante ornamentali e fiori.

## Storia

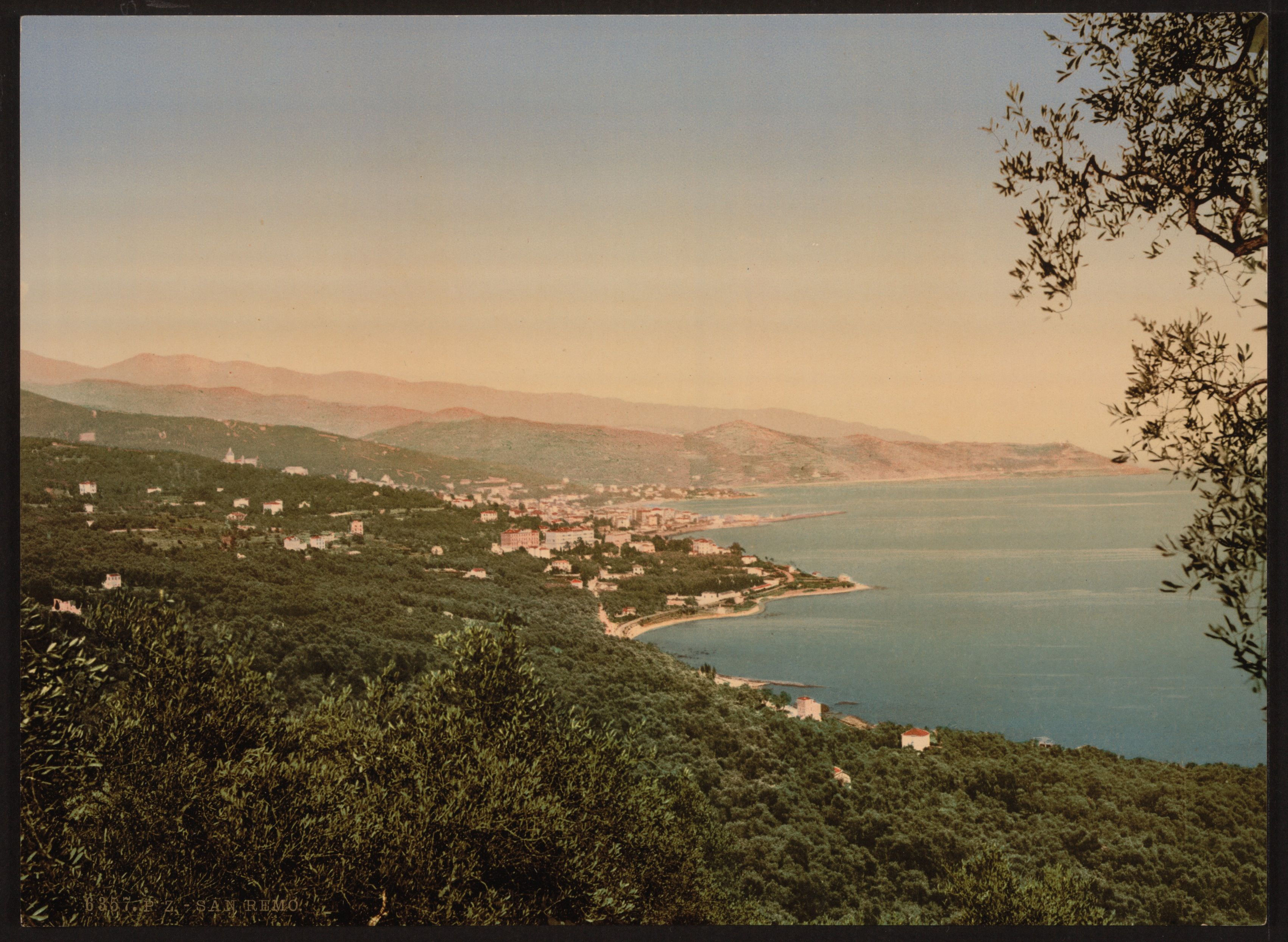
Ospedaletti tra il 1890 e il 1900

L'origine del paese risale agli albori del XIV secolo quando un nobile provenzale, Fulcone di Villaret, Gran Maestro dell'Ordine Gerosolimitano di San Giovanni, ordine dei cavalieri custodi del Santo Sepolcro, venne sorpreso, insieme al suo equipaggio diretto dalla Palestina alla Francia, da una tremenda tempesta nel golfo ligure.
La nave affondò, ma il nobile e la sua flotta si salvarono e approdarono a nuoto sulla spiaggia del Giunchetto. Scampati alla furia del mare, decisero di ringraziare san Giovanni Battista, erigendo una cappella (l'odierna chiesetta di Sant'Erasmo). Oltre alla chiesa, i crociati, che in seguito assunsero il nome di Cavalieri di Rodi, costruirono un ospizio per fornire assistenza ai pellegrini che si recavano in Terra santa. Da questo ospizio discenderebbe il nome di Ospedaletti che significherebbe, appunto, "luogo ospitale".
Dal periodo medievale fu assoggettato ai conti di Ventimiglia e in seguito come territorio della Repubblica di Genova seguendone le varie vicende storiche fino alla dominazione napoleonica di fine XVIII secolo.
Con il periodo francese la comunità di Ospedaletti rientrò nel cantone di Sanremo nella giurisdizione delle Palme, con Sanremo come capoluogo. Dal 1805, con il passaggio della Repubblica Ligure nel Primo Impero francese, Ospedaletti fu inquadrata nel cantone sanremese del Dipartimento delle Alpi Marittime.

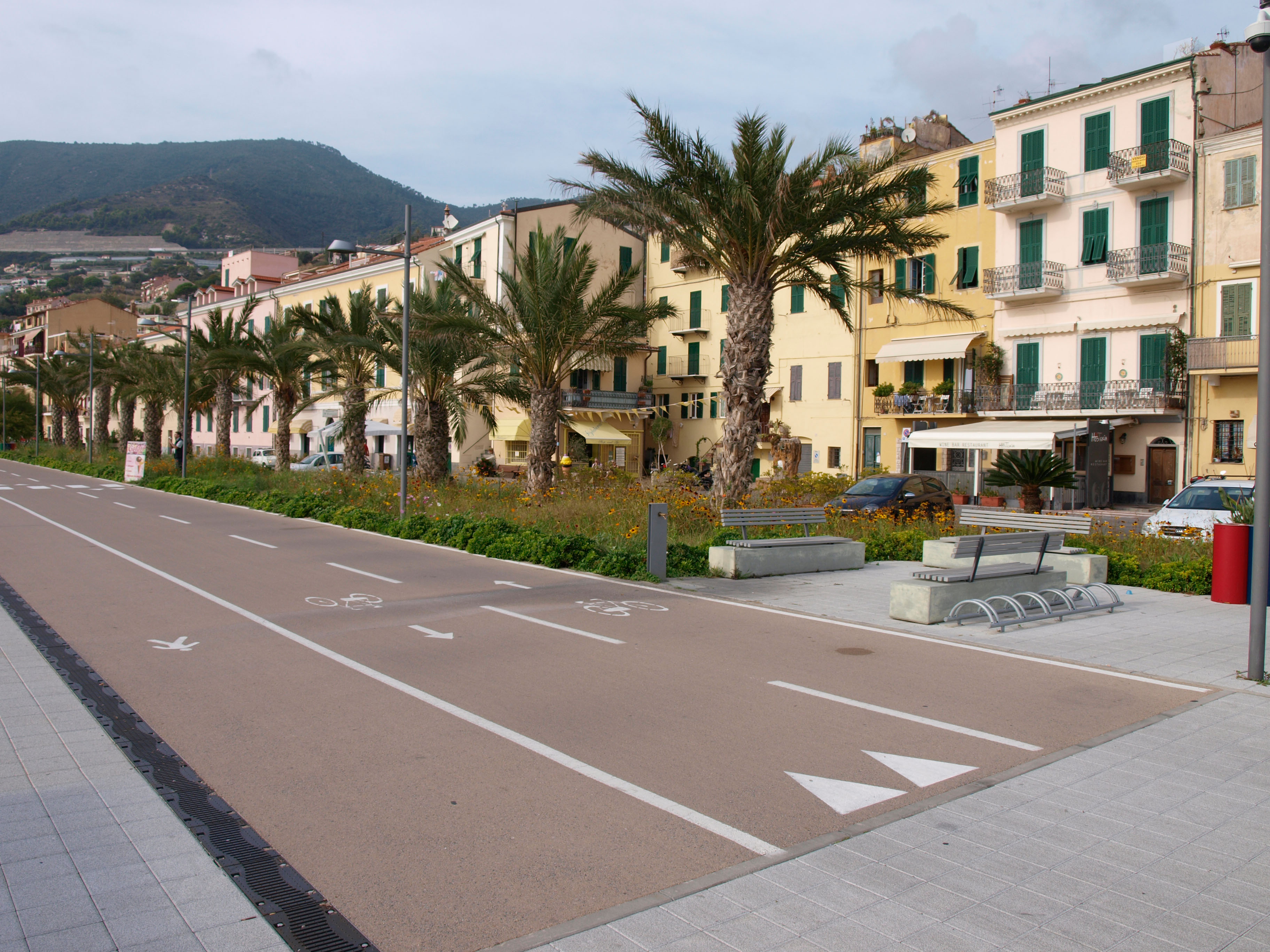
Scorcio del lungomare di Ospedaletti e della pista ciclabile della Riviera Ligure

Fu annesso al Regno di Sardegna nel 1815 dopo il congresso di Vienna del 1814, a seguito della caduta di Napoleone Bonaparte. Con il Regno d'Italia dal 1861, divenne frazione del comune di Colla - Col di Rodi, dal 1882 - compreso nel IV mandamento di Sanremo del circondario di Sanremo facente parte della provincia di Nizza (poi provincia di Porto Maurizio e, dal 1923, di Imperia). La costituzione in autonomo ente municipale da Col di Rodi avvenne con regio decreto del 6 dicembre 1923; nel 1928 ricevette il territorio dello stesso soppresso comune che, dal 1956, venne aggregato poi al comune sanremese.
Fino alla metà del XIX secolo i pochi abitanti di Ospedaletti trascorrevano la propria vita tranquillamente, dedicandosi alla pesca e alla coltivazione degli ulivi e dei limoni. La citazione di Ospedaletti quale salutare località di villeggiatura presso la corte russa dell'imperatrice Maria Aleksandrovna la rese nota ai turisti stranieri.
Oltre all'arrivo della ferrovia Genova-Ventimiglia negli settanta del XIX secolo, e quindi all'apertura di una propria stazione ferroviaria, a smuovere il tessuto sociale, economico e turistico di Ospedaletti fu la Société Foncière Lyonnaise (Società Fondiaria Lionese) — una delle prime società immobiliari della Francia, con sede a Parigi — che, dopo un sopralluogo nell'allora borgo ospedalettese nell'agosto 1880, scelse il luogo come "ambita e adatta stazione invernale ed estiva". Grazie alla collaborazione con la Società Française-Ligurienne, nel settembre dello stesso anno e per tutto il 1881, la società d'Oltralpe cominciò ad acquistare lotti di terreni dove furono edificati eleganti residenze d'epoca, sontuosi alberghi e hotel, nonché la creazione di dodici nuove strade e un corso principale (l'odierno corso Regina Margherita, il cosiddetto "boulevard di Ospedaletti").
Nella villa La Sultana, edificata nel 1883, venne ospitato quello che è considerato il primo casinò d'Italia; su licenza rilasciata dal Sotto Prefetto di Sanremo la sala da gioco fu attiva dal 1884 al 1905, quando la società che lo gestiva cedette la licenza al Comune di Sanremo e da lì la nascita dell'omonimo casino.
Al 1913 risale l'apertura della tratta ospedalettese della tranvia Ospedaletti-Sanremo-Taggia che fu in servizio fino al 1942; da tale anno il servizio pubblico fu convertita nella filovia di Sanremo.
Durante il boom economico fu anche meta dei dipendenti di livello medio-alto della FIAT; in posizione dominante e lungo la via Aurelia fu costruita la colonia della casa automobilistica, in cui i dipendenti privilegiati andavano a trascorrere le ferie.

### Simboli
Stemma
Gonfalone
»

Lo stemma e il gonfalone sono stati concessi con decreto del presidente della Repubblica del 18 dicembre del 1952.

## Monumenti e luoghi d'interesse

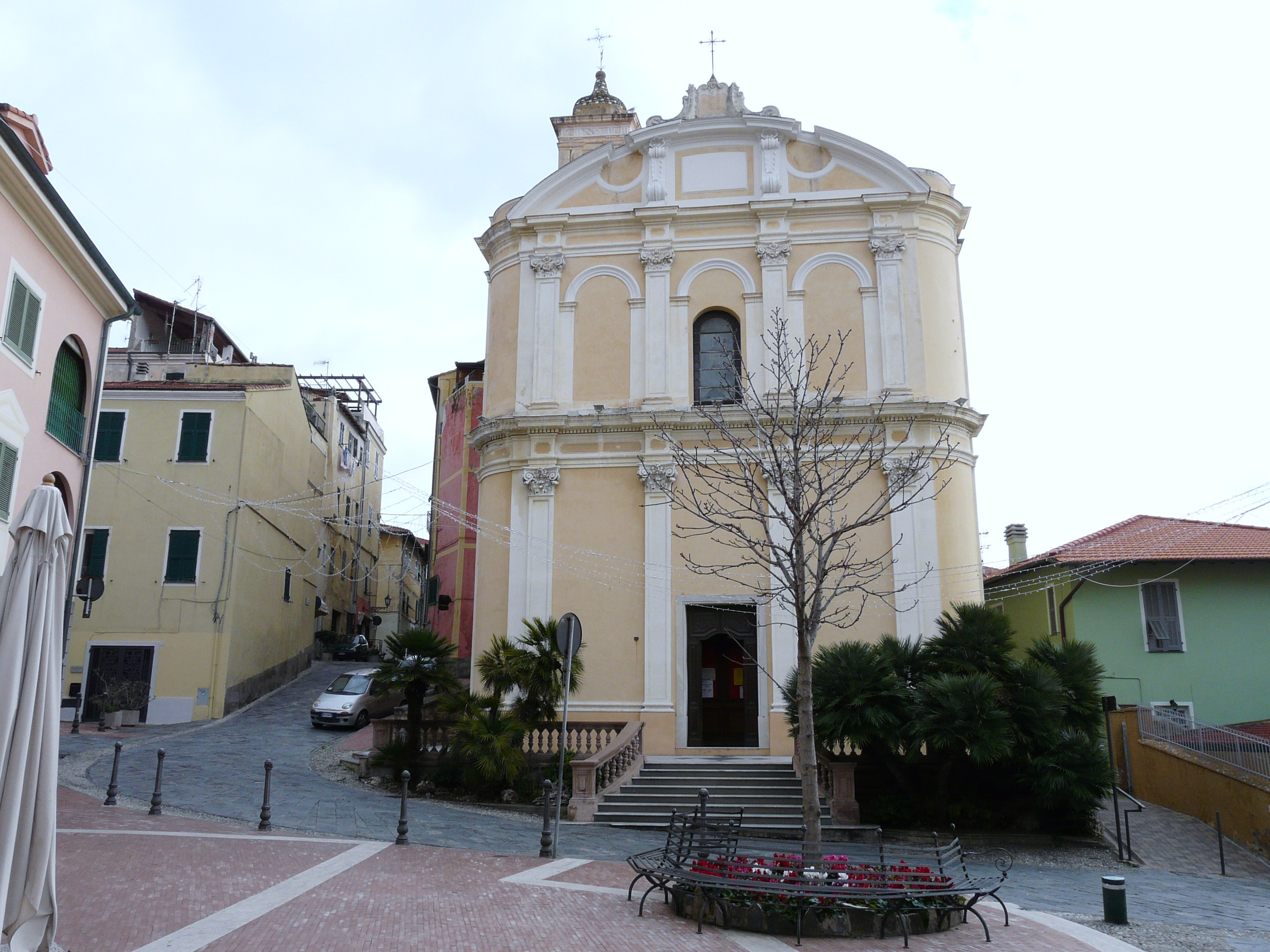
La chiesa di San Giovanni Battista

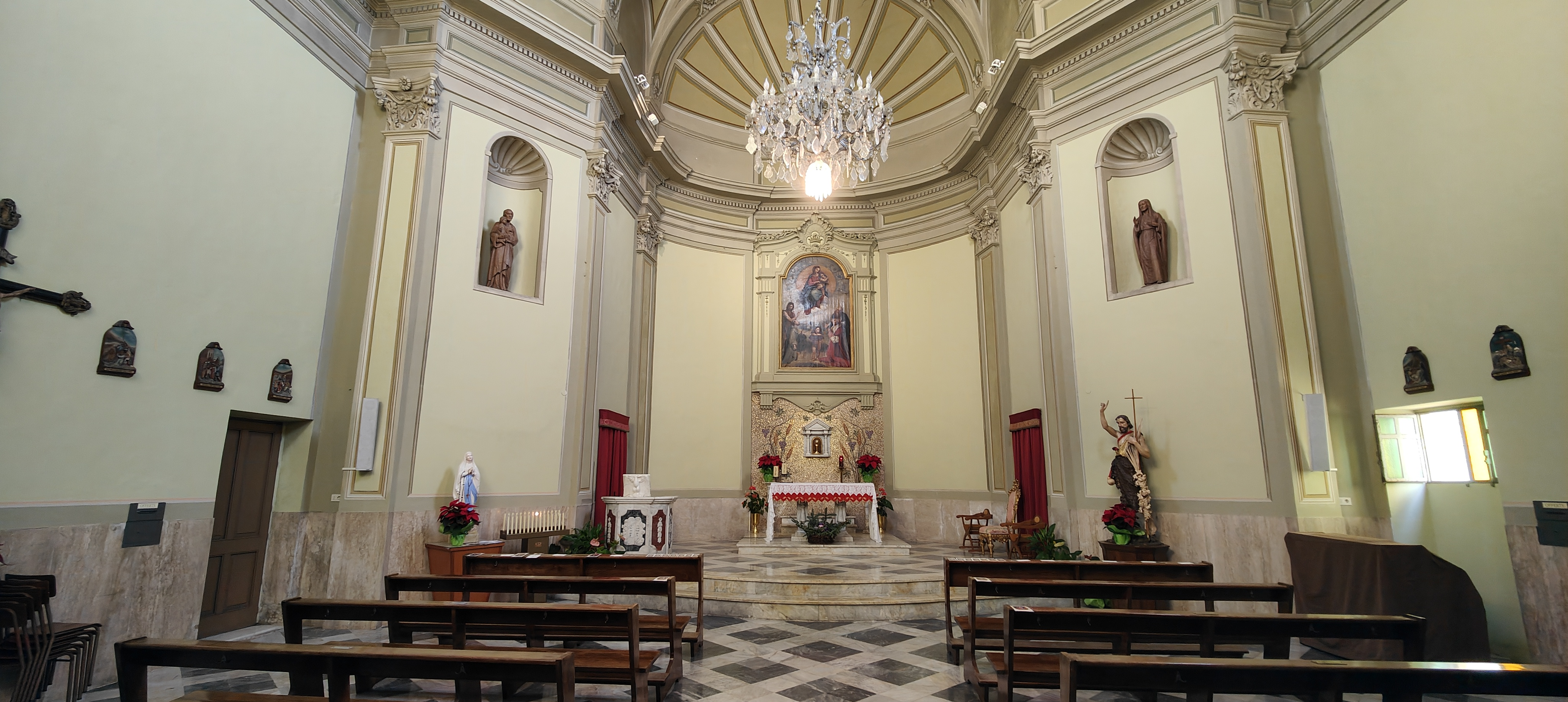
L'interno della chiesa

### Architetture religiose
- Chiesa di San Giovanni Battista nel centro storico di Ospedaletti. La posa e benedizione della prima pietra avvenne nel corso del 1817 e i lavori per la sua edificazione si conclusero nel 1824. Al suo interno, in stile architettonico barocco, è conservata la tela della Madonna di Foligno del pittore Tommaso Rossi, copia dell'omonima opera di Raffaello Sanzio.
- Chiesetta di Sant'Erasmo nel centro storico di Ospedaletti. Originariamente intitolata a san Giovanni Battista – poi a sant'Erasmo, protettore dei marinai, dopo la costruzione dell'omonima chiesa ottocentesca del paese – il primo impianto venne edificato nel corso del XIV secolo dai Cavalieri gerosolimitani. Abbandonata nel periodo tra il 1913 e il 1940, la chiesa fu da tale anno riconsacrata e riaperta al culto religioso. Qui sostò, l'11 febbraio del 1814, il pontefice Pio VII.
- Chiesa di Cristo risorto in Emmaus ad Ospedaletti. Edificata dal 1962 grazie ai contributi degli abitanti, dello Stato e di papa Paolo VI, fu progettata dall'architetto sanremese Antonio Opassi. La notte di Natale del 1975 venne celebrata la prima messa.
- Santuario della Madonna delle Porrine, presso l'omonima località, il cui primo impianto è risalente al XVI secolo; l'odierno, a forma di croce greca, venne ampliato nel corso del 1817 con l'aggiunta della casa per i viandanti e pellegrini (presso il porticato) nel 1838. Fu elevata al titolo di santuario nel 1858.

### Architetture civili

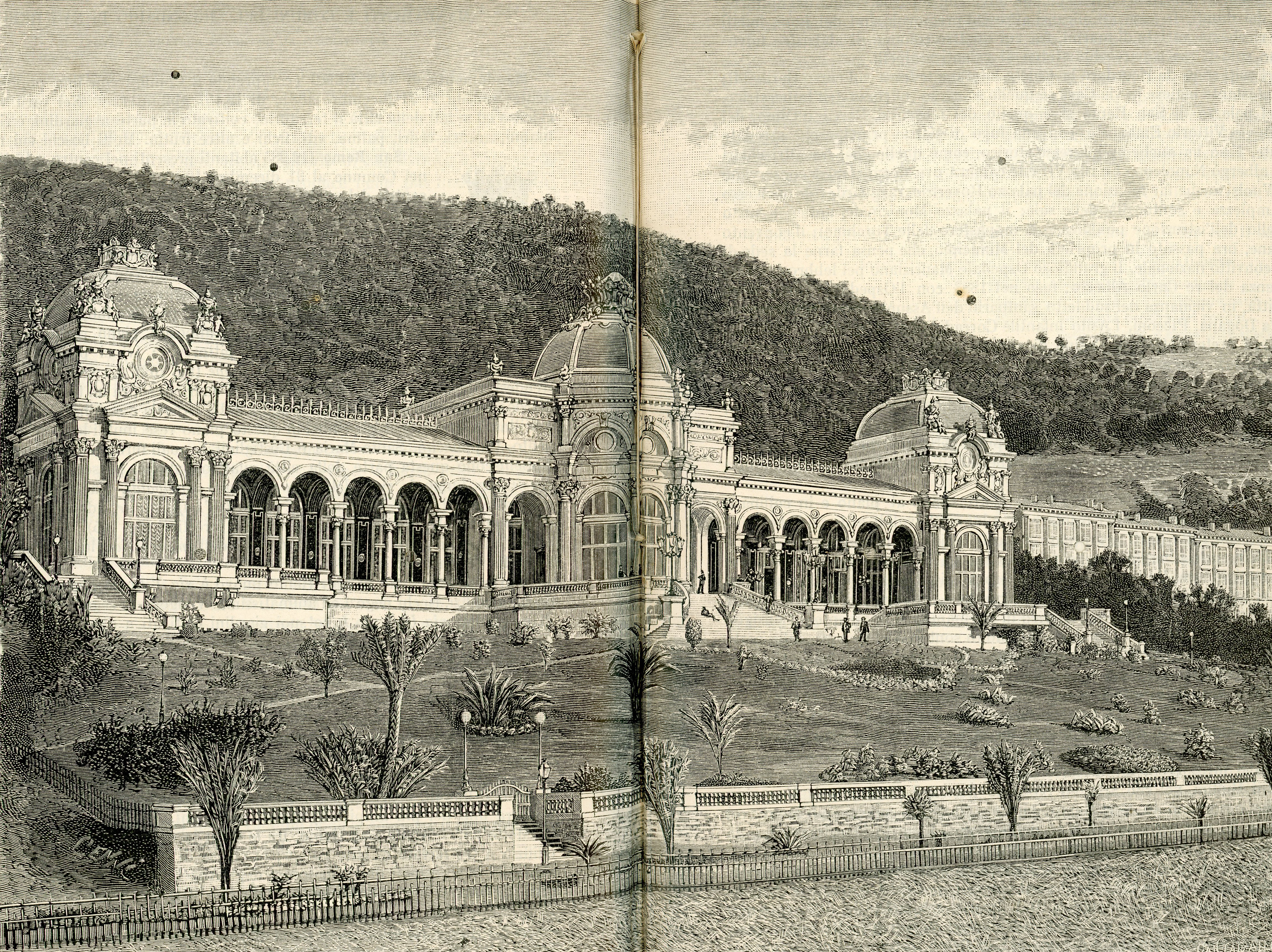
Antica stampa di fine Ottocento raffigurante villa La Sultana

- Villa La Sultana. Fu costruita dall'impresa Marsiglia di Torino secondo il progetto dell'architetto Sébastien Marcel Biasini di Nizza, mentre il pittore Rodolfo Morgari ne decorò le pareti. Ospitò tra il 1883 e il 1905, quando fu chiuso per regio decreto, il primo casinò d'Italia e divenne anche un importante punto di incontro mondano. La struttura, in stato di totale abbandono ormai da più di mezzo secolo, è stata anche interessata da un vasto incendio nell'anno 2006.
- Mercato dei fiori. Fu il primo mercato dei fiori.
- Circuito di Ospedaletti. Circuito Internazionale sul quale si corsero i Gran Premi automobilistici e motociclistici dal 1947 sino al 1972.

### Architetture militari
- Torre di avvistamento e di segnalazione, edificata nel 1558 lungo la strada di punta San Pietro.
- Torre di difesa, terminata nel gennaio 1597.

## Società

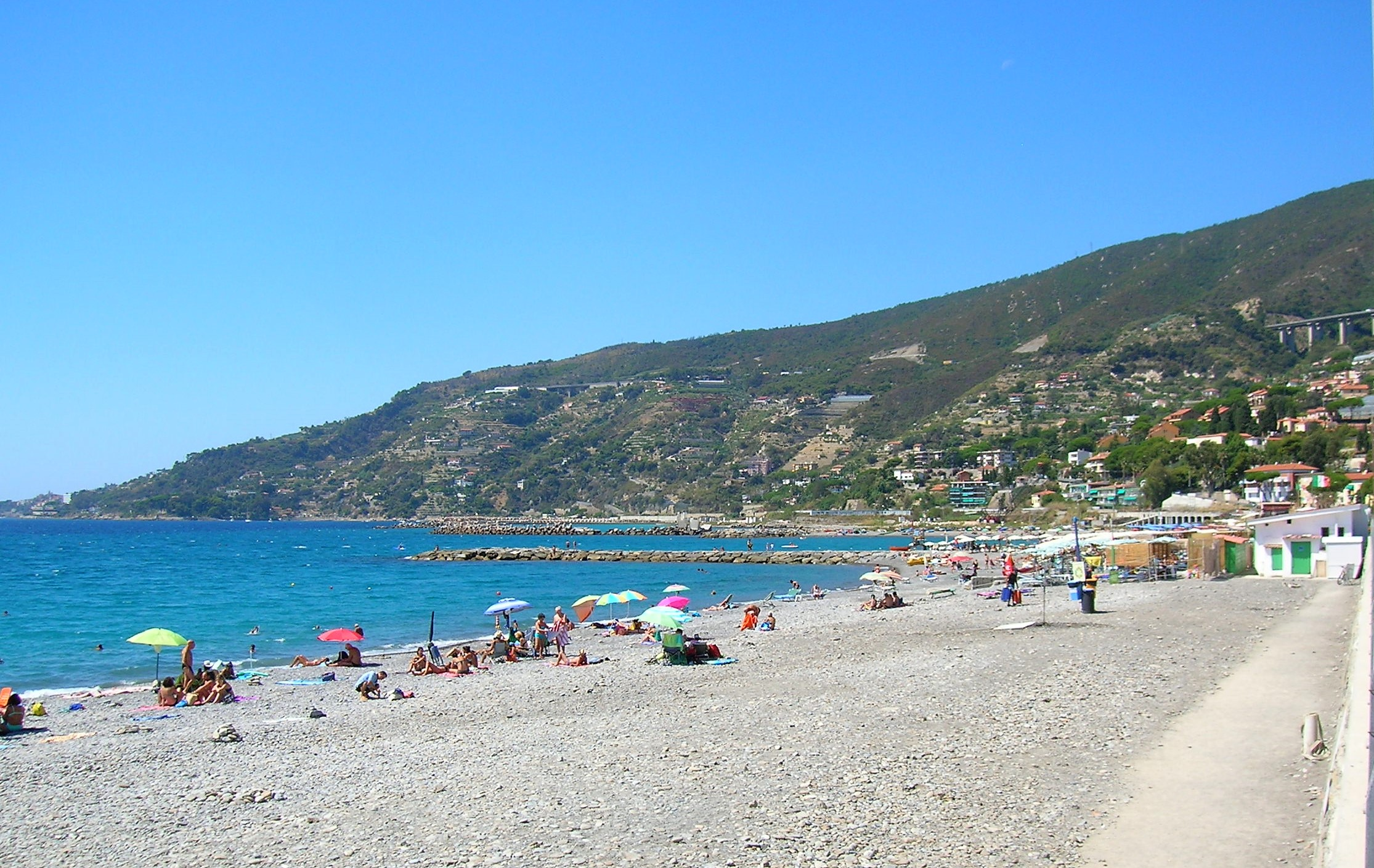
La spiaggia di Ospedaletti

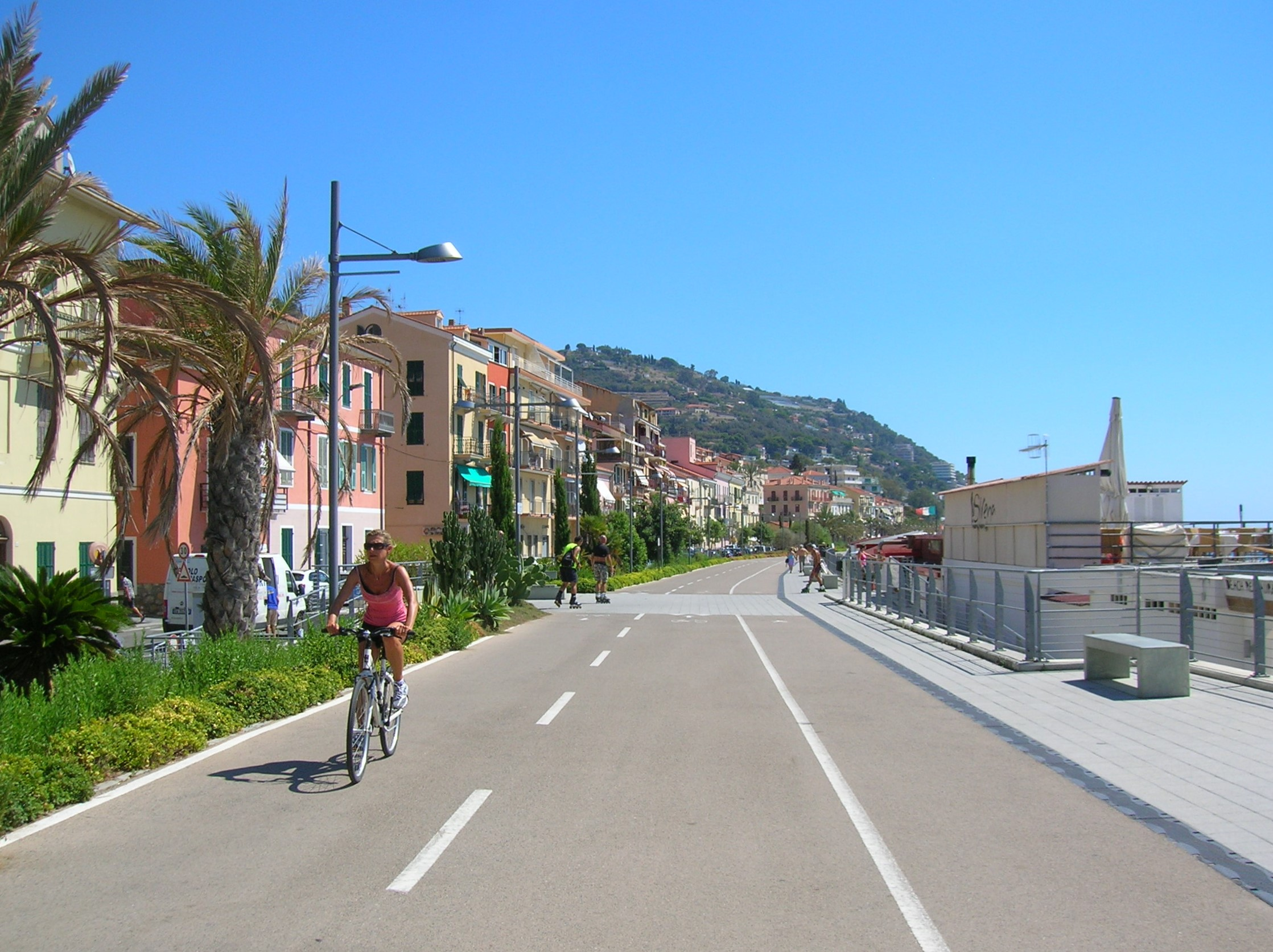
La passeggiata a mare Sandro Pertini, tratto ospedalettese della Pista ciclabile della Riviera Ligure

### Evoluzione demografica
Abitanti censiti

### Etnie e minoranze straniere
Secondo i dati Istat al 31 dicembre 2019, i cittadini stranieri residenti a Ospedaletti sono 324, così suddivisi per nazionalità, elencando per le presenze più significative:
1. Romania, 57
2. Russia, 37
3. Albania, 30
4. Francia, 22
5. Ucraina, 22

## Geografia antropica
Il territorio comunale è costituito dal solo capoluogo per una superficie territoriale di 5,45 km².
Confina a nord con il comune di Seborga, a sud è bagnato dal mar Ligure, ad ovest con Vallebona e Bordighera, e ad est con Sanremo.

## Economia
L'economia di Ospedaletti si basa sul turismo, favorito dalla sua localizzazione geografica, e sulla floricoltura.

## Infrastrutture e trasporti

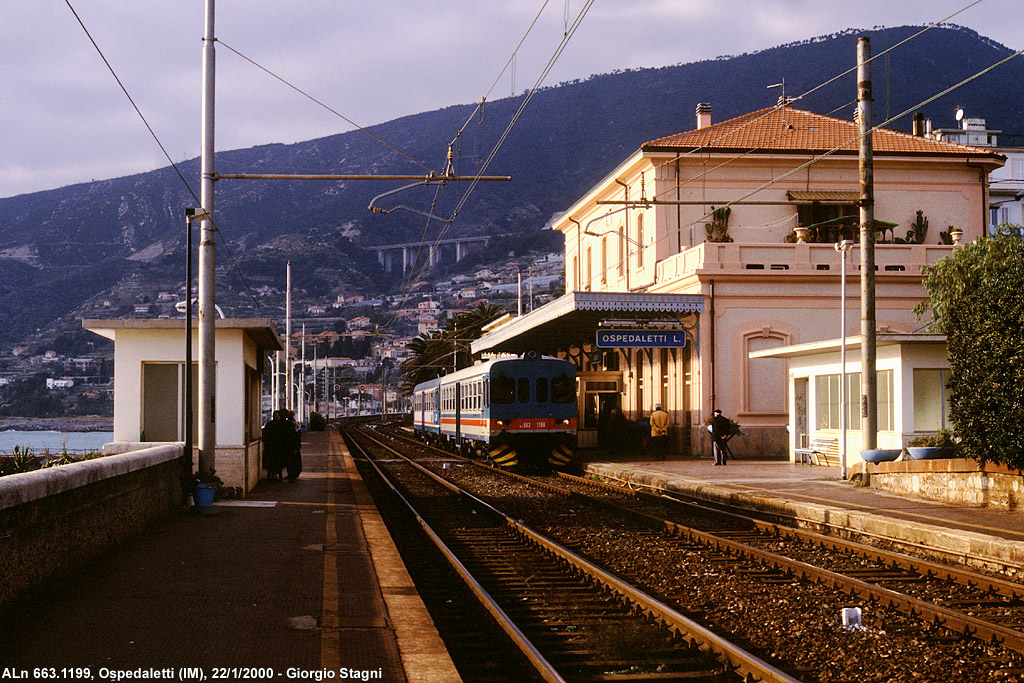
L'ex stazione ferroviaria di Ospedaletti, in precedenza denominata Ospedaletti Ligure.

### Strade
Il territorio comunale di Ospedaletti è attraversato dalla strada statale 1 Via Aurelia che permette il collegamento con Bordighera ad ovest e Sanremo ad est.

### Ferrovie
Fino al 24 settembre 2001 il territorio disponeva di una propria stazione ferroviaria lungo la linea Genova-Ventimiglia, poi chiusa dopo l'attivazione della nuova linea a due binari costruita più a monte e in galleria.

### Filovie
Ospedaletti è servita dalla linea filoviaria Sanremo-Ventimiglia che nel 1942 sostituì il preesistente servizio tranviario il cui capolinea era ubicato nei pressi del rio Pini. La fermata principale della tranvia, dotata di binario di raddoppio, sorgeva in corrispondenza di villa La Sultana.
Una breve diramazione, realizzata nel 1922, raggiungeva il coevo mercato dei fiori, nelle adiacenze della stazione ferroviaria di allora.

### Piste ciclabili
Il territorio comunale di Ospedaletti è attraversato dalla pista ciclabile della Riviera Ligure, lunga 24 km, che da ovest verso est collega i vari comuni costieri di Ospedaletti, Sanremo, Taggia, Riva Ligure, Santo Stefano al Mare, Cipressa, Costarainera e San Lorenzo al Mare lungo il vecchio tracciato della ferrovia Genova-Ventimiglia.

## Amministrazione

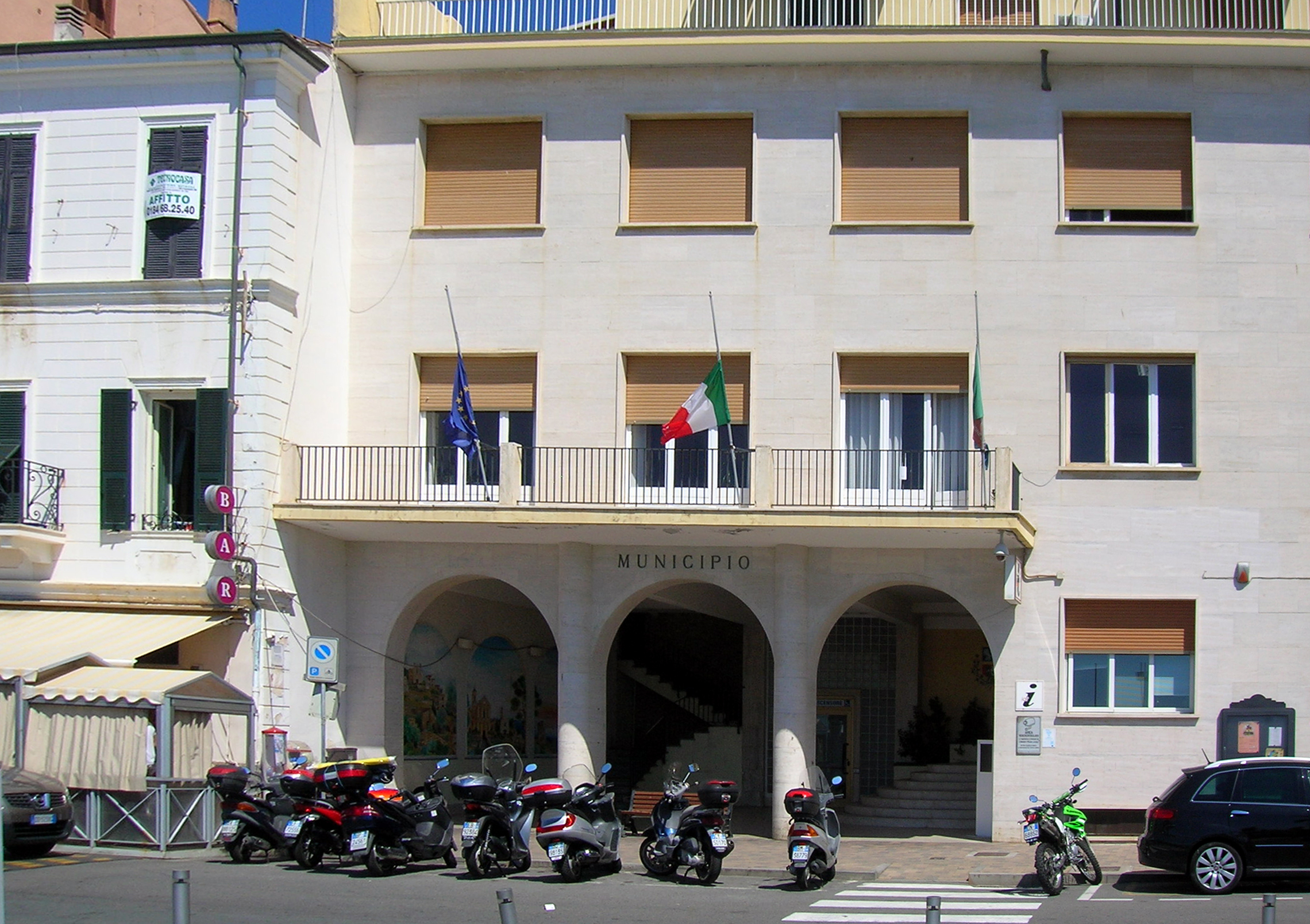
Il municipio

| Periodo        | Periodo          | Primo cittadino     | Partito                                                 | Carica         | Note   |
| -------------- | ---------------- | ------------------- | ------------------------------------------------------- | -------------- | ------ |
| 1970           | 1975             | Eraldo Crespi       | Partito Socialista Italiano                             | Sindaco        |        |
| 1975           | 1980             | Eraldo Crespi       | Partito Socialista Italiano                             | Sindaco        |        |
| 1980           | 1985             | Riccardo Bracco     | lista civica                                            | Sindaco        |        |
| 17 giugno 1985 | 22 maggio 1990   | Stefano Ghirardelli | Democrazia Cristiana                                    | Sindaco        |        |
| 19 giugno 1990 | 24 aprile 1995   | Stefano Ghirardelli | Democrazia Cristiana                                    | Sindaco        |        |
| 24 aprile 1995 | 14 giugno 1999   | Flavio Parrini      | lista civica di centro                                  | Sindaco        |        |
| 14 giugno 1999 | 21 novembre 2003 | Flavio Parrini      | lista civica                                            | Sindaco        | [ 20 ] |
| 9 gennaio 2004 | 14 giugno 2004   | Biagio De Gerolamo  |                                                         | Comm. straord. | [ 21 ] |
| 14 giugno 2004 | 8 giugno 2009    | Eraldo Crespi       | lista civica di centro-sinistra                         | Sindaco        |        |
| 8 giugno 2009  | 26 maggio 2014   | Eraldo Crespi       | Ospedaletti per tutti (lista civica di centro-sinistra) | Sindaco        |        |
| 26 maggio 2014 | 26 maggio 2019   | Paolo Blancardi     | Ospedaletti per tutti (lista civica di centro-sinistra) | Sindaco        |        |
| 27 maggio 2019 | 10 giugno 2024   | Daniele Cimiotti    | Rilancio e sviluppo (lista civica di centro-destra)     | Sindaco        |        |
| 10 giugno 2024 | in carica        | Daniele Cimiotti    | Rilancio e sviluppo (lista civica di centro-destra)     | Sindaco        |        |

## Sport

### Calcio
- A.S.D. Ospedaletti Calcio, militante nel campionato di Prima Categoria.